# Bous (Sarre)
Pour les articles homonymes, voir Bous.
Bous est une commune en Sarre.

## Administration
- 1982 - 1987 : Hans Bernardi (SPD)
- 1987 - 2005 : Erich Wentz (SPD)
- 2005 - : Stefan Louis

## Jumelages
- Quetigny  (France)
- Koulikoro (Mali)